# Rio Waal
O rio Waal ou, na sua forma portuguesa, Váalis é o principal distributário do rio Reno e corre no centro dos Países Baixos por cerca de oitenta quilômetros até encontrar o Mosa, próximo a Woudrichem, para formar o Alto Merwede. É um importante rio que liga o porto de Roterdã à Alemanha. Nimegue, Tiel, Zaltbommel e Gorinchem são cidades com acesso ao Waal. Recebe 65% do fluxo total do Reno.
O nome Waal, na época romana chamado Vacalis, Vahalis ou Valis, é de origem germânica e refere-se ao grande número de meandros no rio (o germânico antigo wôh significa "curvado").